# Aeropuerto Internacional del Cibao
El Aeropuerto Internacional del Cibao (IATA: STI, OACI: MDST) es el tercer aeropuerto de República Dominicana en cuanto a tráfico de pasajeros, ubicado en Santiago de los Caballeros en la región del Cibao, la más próspera del país. Tiene una moderna terminal con algunas de las más avanzadas facilidades aeroportuarias. Mayormente sirve a los dominicanos que viven en los Estados Unidos, Panamá e islas caribeñas como Cuba, Islas Turcos y Caicos y Puerto Rico además de ser el aeropuerto de mayor uso para los residentes del área del cibao.

## Historia
Proyectos para la construcción del aeropuerto fue primero propuesta en 1969. La Corporación de Aeropuerto Internacional Cibao fue creada el 29 de marzo de 1978 con la cooperación de José Armando Bermúdez (el presidente), Víctor Espaillat, Manuel Arsenio Ureña, doctor José Augusto Imbert, Mario Cáceres e Ing. Carlos S. Fondeur, que adquirió el terreno necesario para construir el nuevo aeropuerto.
La construcción del Aeropuerto empezó el 15 de febrero de 2000 y fue terminada en el 2002.
Fue inaugurado el 18 de marzo de 2002, con dos vuelos diarios directos a San Juan operados por la aerolínea norteamericana American Airlines.
En mayo de 2002, la Aerolínea Dominicana Aeromar, realizó el primer vuelo directo al este de Estados Unidos a Nueva York, al Aeropuerto John F. Kennedy, seguido, al siguiente mes por las aerolíneas estadounidenses American Airlines y North American Airlines, desde Nueva York, Miami y San Juan. Meses después, Continental Airlines comenzó servicios directos a la ciudad de Newark, en Nueva Jersey. Esto seguido de la entrada de JetBlue Airways y Delta Air Lines al aeropuerto cibaeño.
Al final del 2005, los operadores del Aeropuerto empezaron una de sus más grandes expansiones.
Se agrandó el área de usuarios y se reconstruyeron las partes este y oeste de la Terminal Internacional. Se agregó un segundo piso a la Terminal y tres puentes de abordaje. Esta expansión se finalizó en el 2006.
En la actualidad la ampliación más grande estuvo planeada a empezarse en el año 2009, la cual incluye la expansión de la pista 11, a la cual se le agregarán 400 metros más.
En diciembre de 2007, JetBlue Airways empezó temporalmente una ruta desde Boston, ruta que quedó establecida y es operada diariamente. Jetblue también ha mostrado interés en la apertura de rutas a Florida desde Santiago, con vuelos directos a Fort Lauderdale y a Orlando. La aerolínea ha realizado estudios sobre la factibilidad de estas rutas. En esa fecha también American Airlines incrementó sus vuelos, agregando una segunda frecuencia a Miami y a San Juan. Continental tuvo un incremento tal que llegó a traer por tercera vez en tres años, su enorme Boeing 777-200, el cual es el modelo más grande de su actual flota.

## Infraestructura
La infraestructura del Aeropuerto Internacional del Cibao consiste en una Terminal Principal Internacional, una Terminal Doméstica y otra Terminal de Carga.
La Terminal Internacional es la más utilizada y recibe la mayoría de los vuelos programados que operan en este Aeropuerto. Esta tiene modernas instalaciones, muchas de última generación, para hacer más fácil, rápido y eficiente los procesos de ``check-in`` (chequeo/registrarse), abordaje de pasajeros, y subida de maleteros.
Cuenta, además, con área de carga, almacén, estación de bomberos, hangares, estacionamiento con capacidad para 1,285 vehículos, área de rent cars, counters y oficinas para líneas aéreas, Salón de Embajadores y Salón vip, y oficinas de organismos del Estado.

### Expansión
La terminal internacional será sometida a un proceso de remozamiento y ampliación en diversas áreas de su estructura, las inversiones que se harán en la estructura física, se producirán en las áreas de seguridad, parqueos, acceso al aeropuerto, también en el sistema de hospedaje de las unidades militares y caninas que prestan servicios allí, el drenaje de la zona de rampa y rehabilitación del pavimento. 
El 27 de noviembre de 2021, el presidente de la república, Luis Abinader, dio el primer palazo a dicha ampliación la cual contempla una inversión final de unos $300 millones de dólares y que contempla la creación de una segunda terminal, y llevar a 9 puertas de embarques totales, así como un gran área comercial de 5000 metros cuadrados y parqueo para más de 600 vehículos. 
Dicha ampliación contempla la extensión de la pista en unos 380 metros para unos 3000 metros de longitud, con los cuales se estará en capacidad de recibir aviones de mayor envergadura y alcance, para oficialmente, recibir vuelos desde el continente europeo.
La administración del Aeropuerto está planeando expandir la actual pista y la construcción de una nueva carretera de rodaje paralelo a la pista 11/29.

### Pista y calles de rodaje
Pista 11/29
La pista tiene una longitud de 2,620 metros, la cual puede soportar todos los tipos de aviones de líneas de pasajeros (exceptuando el nuevo Airbus A380). Los operadores del aeropuerto están discutiendo la expansión de la pista para permitir el aterrizaje de aviones como el Boeing 747 en vuelos de largo alcance.
La Pista 11/29 es una de las más modernas de todo el país, debido a que está provista de ILS o Sistema de Aterrizaje por Instrumentos, para las dos direcciones de la pista completa. El Aeropuerto Internacional del Cibao y el Aeropuerto Internacional de Las Américas son los únicos aeropuertos provistos de este moderno e innovador sistema en toda la República Dominicana.
Cabe resaltar que se están realizando esfuerzos para que el aeropuerto de Santiago tenga mayor conectividad aérea. En noviembre de 2021, empezaron las obras para duplicar su capacidad, ampliar la extensión de la rampa aeroportuaria y la zona de estacionamiento de las aeronaves. También se extenderá la pista de despegue y aterrizaje unos 380 metros con el objetivo de acoger aviones de mayor capacidad y alcance. Asimismo, se construirán nuevas vías de acceso.
Calles de rodaje (taxiways)
Los ''taxiways'' del Aeropuerto Internacional del Cibao están compuestos por dos salidas TWY-A y TWY-B; Salida TWY-A está localizada al lado oeste de la pista 11/29, cerca de la cabecera 11 de la pista. La Salida TWY-B está localizada al lado este de la pista, cerca de la cabecera 29 de la pista.
Iluminación de Pista
Vuelos
La aerolínea principal que opera en este aeropuerto es JetBlue Airways, la cual llega a operar más de 28 vuelos semanales, seguida muy de cerca por Delta Air Lines, que actualmente opera cerca de 23 vuelos semanales.
Los destinos regulares del Aeropuerto son: Nueva York, Newark, Atlanta, Boston, Fort Lauderdale, Miami, San Juan, Aguadilla, Panamá, Aruba, Curacao, Puerto Príncipe, Santiago de Cuba, Providenciales, Cap Haitien, Grand Turck.
Los no regulares son: St Maarten, Antigua, Puerto España, Montego Bay, Toronto, Memphis, Detroit, St Thomas, Birdgetown, Georgetown, Nasáu, Varadero, Holguín.
En su primer año de operaciones (2002) el aeropuerto tuvo entre cinco y seis vuelos diarios, En el 2006 tuvo de 17 a 25 vuelos diarios, a Estados Unidos, el Caribe y a Centroamérica. Actualmente no hay vuelos a Canadá, pero se están realizando esfuerzos para mantener operaciones regulares de vuelos a Europa, especialmente con España y otros destinos de América, como es el caso de Colombia.
En el 2005 el aeropuerto recibió un Antonov AN-124 de Volga-Dnepr en un vuelo desde España para actividades militares en la frontera con Haití. Este permaneció en Santiago por dos días antes de regresar a España. 
En abril de 2022, la aerolínea española Plus Ultra Líneas Aéreas anunció que en diciembre de 2022  y enero de 2023 realizar vuelos chárter directos desde Madrid hasta Santiago. Dichos vuelos se operaron con el número de vuelo PU 971, en una aeronave A330-200, los días 17 y 21 de diciembre de 2022 en sentido Madrid - Santiago - Caracas - Madrid; los días 13 y 20 de enero de 2023 en sentido Madrid - Santiago - Santo Domingo - Madrid. Se trata de un hecho histórico, ya que nunca antes en la historia se había acercado la provincia de Santiago con España.

En mayo de 2022, el Aeropuerto Internacional Gregorio Luperón, Puerto Plata cerró su tráfico aéreo por 10 días por obras de remodelación y ampliación de la pista; algunos de sus vuelos fueron desplazados a otras terminales aéreas del país. La aerolínea alemana Condor Flugdienst programó dos vuelos especiales (los días 13 y 15 de mayo), desde Fráncfort del Meno, Alemania hasta Santiago, con el número de vuelo DE 2148, en una aeronave B767-300, con el fin de desplazar los turistas afectados, siendo a su vez los primeros vuelos comerciales de pasajeros procedente de Europa a dicha terminal aérea. 

Por motivos de obras y mejora de la pista, el Aeropuerto Internacional Gregorio Luperón, Puerto Plata   volvió a cerrar por 10 días y la aerolínea alemana Condor Flugdienst programó 3 vuelos, los días 10, 14 y 17 de mayo de 2023, conectando nuevamente Fráncfort del Meno, Alemania con Santiago, en una aeronave B767-300, con el número de vuelo DE 2148.
La aerolínea española World2fly anunció que realizaría vuelos regulares entre Madrid y Santiago de los Caballeros a partir del 21 de junio de 2023, en un avión A350-900, siendo esta la primera vez que este tipo de aeronave aterrizaba en este aeropuerto. No obstante, los vuelos solo se realizaron hasta octubre del mismo año.
El 27 de junio de 2024, la aerolínea española Air Europa inició operaciones regulares con dos frecuencias por semana, conectando nuevamente Madrid con Santiago de los Caballeros, utilizando aeronaves B787 Dreamliner, siendo la primera vez que este tipo de aeronaves aterriza en el Aeropuerto Cibao

Incremento de Pasajeros
Desde su inauguración, el Aeropuerto Cibao se ha proyectedo a ser uno de los más ocupados en términos de tráfico de pasajeros en toda la República Dominicana. Actualmente se ha convertido en el tercer aeropuerto en movimiento de todo el territorio nacional, solo superado por el de Punta Cana y el de Santo Domingo.El aeropuerto sirvió a más de 900 mil pasajeros en 2007. Así como el movimiento de pasajeros se ha incrementado, también ha crecido el número de operaciones y el tráfico añadiendo más frecuencias y nuevas rutas.
JetBlue Airways incrementó sus operaciones a seis vuelos por día (2009). JetBlue incrementó sus operaciones en el Aeropuerto Cibao con dos vuelos más.

## Aerolíneas y destinos

### Terminal internacional
La terminal principal del aeropuerto (vuelos internacionales) tiene seis puertas (B1-B6). Todas de estas puertas proporcionan las puertas de abordaje a los aviones. Está situado entre la terminal doméstica y la terminal de carga. Tiene todas las instalaciones de un aeropuerto moderno, que incluye tiendas libre de impuesto, área de comidas y aire acondicionado.
Las siguientes aerolíneas operan vuelos internacionales de forma regular:
| Aerolíneas             | Destinos |
| ---------------------- | --- |
| Air Europa             | Madrid |
| American Airlines      | Miami |
| Caicos Express Airways | Providenciales |
| Copa Airlines          | Ciudad de Panamá-Tocumen (reinicia el 15 de enero de 2026)                                                        |
| Delta Air Lines        | Nueva York-JFK |
| Frontier Airlines      | San Juan |
| InterCaribbean Airways | Providenciales |
| JetBlue Airways        | Boston, Newark, Nueva York-JFK, Orlando, San Juan Estacional: Fort Lauderdale (inicia el 13 de diciembre de 2025) |
| Sky High               | Estacional: Miami                                                                                                 |
| Spirit Airlines        | Fort Lauderdale                                                                                                   |
| United Airlines        | Newark |
| Winair                 | San Martín (inicia el 26 de octubre de 2025)                                                                      |

### Destinos internacionales
| Estados Unidos                              |                                                       |                                                                                    |
| Boston                                      | Aeropuerto Internacional Logan                        | JetBlue Airways                                                                    |
| Fort Lauderdale                             | Aeropuerto Internacional de Fort Lauderdale-Hollywood | JetBlue Airways (Estacional) (inicia el 13 de diciembre de 2025) / Spirit Airlines |
| Miami                                       | Aeropuerto Internacional de Miami                     | American Airlines / Sky High (Estacional)                                          |
| Newark                                      | Aeropuerto Internacional Libertad de Newark           | JetBlue Airways / United Airlines                                                  |
| Nueva York                                  | Aeropuerto Internacional John F. Kennedy              | Delta Air Lines / JetBlue Airways                                                  |
| Orlando                                     | Aeropuerto Internacional de Orlando                   | JetBlue Airways                                                                    |
| Centroamérica y El Caribe                   |                                                       |                                                                                    |
| Islas Turcas y Caicos                       |                                                       |                                                                                    |
| Providenciales                              | Aeropuerto Internacional de Providenciales            | Caicos Express Airways / InterCaribbean Airways                                    |
| Panamá                                      |                                                       |                                                                                    |
| Ciudad de Panamá                            | Aeropuerto Internacional de Tocumen                   | Copa Airlines (reinicia el 15 de enero de 2026)                                    |
| Puerto Rico                                 |                                                       |                                                                                    |
| San Juan                                    | Aeropuerto Internacional Luis Muñoz Marín             | Frontier Airlines / JetBlue Airways                                                |
| San Martín                                  |                                                       |                                                                                    |
| San Martín                                  | Aeropuerto Internacional Princesa Juliana             | Winair (inicia el 26 de octubre de 2025)                                           |
| Europa                                      |                                                       |                                                                                    |
| España                                      |                                                       |                                                                                    |
| Madrid                                      | Aeropuerto Adolfo Suárez Madrid-Barajas               | Air Europa                                                                         |
| Total: 11 destinos, 6 países, 12 aerolíneas |                                                       |                                                                                    |

### Terminal doméstica
La Terminal Doméstica del Aeropuerto, conocida también como Aviación General, tiene tres puertas (A1 a A3), todas sin puentes de abordajes, y está localizada al lado izquierdo de la Terminal Internacional. Esta es usada para los vuelos de cabotaje, los chárteres y los privados.

### Terminal de carga
El Aeropuerto del Cibao tiene un terminal de carga con 4 posiciones de aeronaves para aerolíneas de carga como Amerijet, Cargo Logistic, entre otras. Las aerolíneas de cargo en el Aeropuerto Cibao tienen vuelos regulares a Estados Unidos y otras islas del Caribe como St. Maarten y Bahamas.
| Aerolíneas             | Destinos            |
| ---------------------- | ------------------- |
| Amerijet International | Miami, Puerto Plata |

## Militar
Este aeropuerto también sirve como base aérea para Santiago. Aquí los aviones militares recargan combustibles en fechas como el 30 de marzo, fecha en que ocurrió en Santiago la batalla del 30 de marzo.
La actividad militar en este aeropuerto no es muy pronunciada porque este es principalmente público.

## Estadísticas

### Rutas más transitadas
| Número | Ciudad                          | Pasajeros | Aerolínea                          |
| ------ | ------------------------------- | --------- | ---------------------------------- |
| 1      | Nueva York, Estados Unidos      | 1,078,149 | Delta Air Lines, JetBlue Airways   |
| 2      | Newark, Estados Unidos          | 493,970   | JetBlue Airways, United Airlines   |
| 3      | Miami, Estados Unidos           | 202,846   | American Airlines, Sky High        |
| 4      | Boston, Estados Unidos          | 155,940   | JetBlue Airways                    |
| 5      | Orlando, Estados Unidos         | 92,933    | JetBlue Airways                    |
| 6      | Fort Lauderdale, Estados Unidos | 71,041    | Spirit Airlines                    |
| 7      | San Juan, Puerto Rico           | 47,979    | Frontier Airlines, JetBlue Airways |
| 8      | Ciudad de Panamá, Panamá        | 25,426    | Copa Airlines                      |
| 9      | Madrid, España                  | 18,615    | Air Europa                         |
| 10     | Medellín, Colombia              | 15,332    | Arajet                             |

### Tráfico anual
2006

En 2006, el aeropuerto recibió más de 15,700 vuelos desde sus actuales destinos y también más de 987,900 pasajeros. El presidente del aeropuerto hizo notar que todos los años este sobrepasa las expectativas de llegadas y salidas de movimiento de aeronaves y pasajeros después de empezado cada año de operaciones. 
2007

2007 fue un año con gran crecimiento de movimiento de usuarios y del tráfico, con dos nuevas rutas y más frecuencias para las rutas actuales, haciendo de este año el más productivo para el aeropuerto.
El Aeropuerto Cibao sirvió a más de un millón de usuarios ese año, con un crecimiento de 460,000 más pasajeros que el 2006.
2008

En el 2008 sufrió la reducción de vuelos regulares a mediados de año a causa de la crisis pero se repuso a finales volviendo a sus vuelos normales.
El Aeropuerto Cibao ha servido a 994,883 usuarios que se han dirigido a los siguientes destinos: Nueva York, Miami, San Juan, Atlanta, Boston y la Ciudad de Panamá.
2009

Actualmente el aeropuerto está en constante crecimiento, a principios de año se agrega 2 nuevas aerolíneas con vuelos regulares y se incrementan los vuelos de las aerolíneas en el STI.
2012

El Aeropuerto Internacional del Cibao supera el millón de pasajeros transportados, lo cual posiciona a la terminal como una de las que presenta más flujo de pasajeros en República Dominicana.

## Incidentes y Accidentes
El Aeropuerto Cibao no ha tenido incidentes fatales, pero se han presentado algunos incidentes.
- 20 de diciembre de 2003, Continental Airlines vuelo 850 a Newark estaba saliendo a hora determinada, 8:30am, y solo unos pocos minutos antes del despegue el personal de vuelo reportó un problema con el sistema de aire acondicionado de la aeronave. La aeronave tuvo que retornar de la pista 11 a la Terminal Principal para la reparación del sistema de aire. Este vuelo salió dos horas más tarde, 10:50am.

- 31 de octubre de 2005, American Airlines vuelo 1774 hacia Nueva York reportó problemas con uno de los motores después de 45 minutos de vuelo. El vuelo retornó al aeropuerto después que el personal de vuelo olió y vio humo en la cabina principal y algunos habían oído ruidos extraños emitidos desde la turbina. No hubo heridos.

- Septiembre de 2006, American Airlines vuelo 2054 estaba en hora para salir a las 4:11pm a Nueva York, pero debido a fuertes vientos provocados por un ventarrón, un objeto salió al aire y golpeó una de las ventanas de la aeronave rompiéndola. La aerolínea pospuso el vuelo para el día siguiente a las 7:30am.

- 30 de octubre de 2007, American Airlines vuelo 1892 a Nueva York fue cancelado debido a problemas en una de sus turbinas y por causas del mal tiempo. Los pasajeros esperaron por el vuelo del día siguiente de la aerolínea porque este Airbus A300 no podía volar durante 2 días. La aeronave permaneció en el Aeropuerto tres días, siendo reparado por el personal de American en Santiago.

El Airbus llegó a tiempo a Santiago como AA1889 y salió tres días después como AA9621.
- 7 de febrero de 2008, un vuelo de Caribair se estrelló cerca de La Romana, cuando sus motores se apagaron. No hubo víctimas fatales, pero el piloto salió herido. La Aeronave era un Britten Norman Islander BN-2A, registrado como HI-653CA, y salió desde este aeropuerto hacia Punta Cana vía La Romana a las 6 p. m..[20]

- 9 de febrero de 2008, American Eagle vuelo 5031 hacia San Juan, salió a tiempo de STI en medio del vuelo tuvo que hacer un aterrizaje de emergencia en el Aeropuerto Internacional de Punta Cana porque una de las ventanas de la cabina principal se había roto. El avión salió de vuelta a San Juan dos días después.[21]

- 4 de marzo de 2008, Delta Air Lines vuelo 314 hacia Nueva York, tuvo problemas en una ventana de la cabina principal, que se había roto; debido a esto el vuelo se canceló y la aeronave salió de vuelta a JFK al día siguiente como DL9898.

- 12 de junio de 2012, Una Cessna 150, cuyo piloto instruía a un joven, se precipitó en una comunidad de Santiago, cuyos ocupantes salieron ilesos. El hecho se produjo a las 11:30 de la mañana en una finca de la comunidad Monte Adentro, en Licey al Medio. El HI-561, tuvo una falla de motor, forzando al instructor a realizar un aterrizaje de emergencia.
- 2 de diciembre de 2017, una avioneta privada se precipito 300 metros para caer en la pista del aeropuerto, sus ocupantes salieron ilesos.

## Aeropuertos cercanos
Los aeropuertos más cercanos son:
- Aeropuerto Internacional Gregorio Luperón (34km)
- Aeropuerto Internacional Presidente Juan Bosch (103km)
- Aeropuerto Internacional Las Américas (158km)
- Aeropuerto Internacional de Cabo Haitiano (159km)
- Aeropuerto Internacional Toussaint Louverture (194km)